# 韩启德
韩启德（1945年7月—），浙江慈谿人，中华人民共和国医学科学家，中国科学院院士，中国共产党、中华人民共和国政治人物，原副国级领导人，九三学社成員。曾任第十、十一届全国人大常委会副委员长，中国科学技术协会主席，第十二届全国政协副主席，第四届九三学社中央委员会主席，北京大学医学部主任、教授，欧美同学会·中国留学人员联谊会第六届理事会会长。

## 生平
1968年毕业于上海第一医学院（今复旦大学上海医学院）医学系。1968年至1979年，先后就职于陕西临潼基层的多所医院，担任临床医师；后进入西安医学院（今西安交通大学医学部）攻读医学硕士。毕业后，他于1982年任教于北京医学院（今北京大学医学部），就职于病理生理教研室；1985年至1987年间，曾在美国埃默里大学药理学系学习进修。
1987年回国后，韩启德继续在北京医科大学（今北京大学医学部）任教；此后历任，北京医科大学附属第三医院心血管研究室副主任、主任，副研究员、研究员，教授，血管医学研究所副所长等职。
1995年，他先后出任北京医科大学副校长、校长，还曾兼任研究生院院长，心血管基础研究所所长。1997年，当选为中国科学院院士。
2000年至2002年，他又先后担任九三学社中央副主席，北京大学常务副校长，北京大学研究生院长，北京大学医学部主任、心血管研究所所长、生物医学跨学科研究中心主任，北京大学教育基金会名誉理事长等职。2001年6月，他当选为中国科学技术协会（简称“中国科协”）副主席；次年12月，当选九三学社中央主席。2001年6月，中国科学技术协会第六次全国代表大会召开，并选举其出任第六届全国委员会副主席。在2003年3月举行的第十届全国人大第一次会议上，韩启德当选为全国人大常委会副委员长。2003年12月，欧美同学会第五届理事会第一次会议在北京召开，选举其担任会长。2006年5月，中国科学技术协会第七届全国代表大会召开，选举产生第七届委员会，他当选为主席。2008年3月，韩启德继续当选第十一届全国人大常委会副委员长。2008年12月当选欧美同学会·中国留学人员联谊会第六届理事会会长。2009年4月，当选中国人民争取和平与裁军协会（第八届）会长。
2011年5月30日，中国科协第八次全国代表大会上，连任中国科协主席。2012年12月，连任九三学社主席。2012年10月10日，作为中华人民共和国主席胡锦涛的特使出访乌干达，会见乌干达总统约韦里·穆塞韦尼，庆祝乌干达独立50周年。2013年3月，当选第十二届全国政协副主席。2013年，任《十万个为什么》第六版总主编。2013年9月，当选中国海外交流协会（海协会）会长。2014年4月5日，连任中国人民争取和平与裁军协会（第九届）会长。

## 家庭
妻子袁明。

## 学术职务
- 国际病理生理学会理事，曾任国际病理生理学会主席
- 国际心脏研究学会理事，中国分会主席
- 国际药理学会受体命名与药物分类委员会委员
- 曾任中国病理生理学会理事长，现任名誉理事长
- 现任中国医师协会名誉会长
- 中华人民共和国教育部科技委员会副主任
- 中国分子与细胞心脏学会理事
- 中国药理学会常务理事与心血管专业委员会副主任
- 《临床与实验药理学与生理学》（Clinical and Experimental Pharmacology and Physiology）编委
- 《心血管毒理学》（Cardiovascular Toxicology）编委
- 《自主神经学》（Autoneurology）编委
- 《中国药理学报》编委
- 《中国病理生理杂志》编委

## 荣誉
- 1990年：获得中华人民共和国卫生部授予的“优秀留学回国人员”称号。
- 1991年：获得中华人民共和国人事部与国家教育委员会授予的“做出突出贡献的留学回国人员”称号。
- 1992年：获得国家教育委员会科技进步一等奖。
- 1993年：获得卫生部科技进步三等奖。
- 1994年：获得人事部授予的“有突出贡献的中青年专家”称号。
- 1994年：获得中华人民共和国国家自然科学三等奖。
- 1995年：获得国家教育委员会科技进步一等奖。
- 1997年：当选中国科学院院士。
- 1998年：获得何梁何利科技进步奖。
- 2000年：获得中国高等院校自然科学奖一等奖
- 2004年12月：当选为第三世界科学院院士。
- 2011年：当选美国国家医学院外籍院士[17]